# محوطه نوبنیاد
محوطه نوبنیاد مربوط به دوره اسلامی در شهرستان سرخس روستای نوبنیاد است. این اثر در تاریخ ۲۰ شهریور ۱۳۹۵ با شمارهٔ ثبت ۳۱۵۵۱ به‌عنوان یکی از آثار ملی ایران به ثبت رسیده‌است.